# Berlinska dróha
Berlinska dróha (в.-луж. Берлинская улица) — германский музыкальный дуэт, исполняющий песни в стиле фолк-панк на немецком и верхнелужицком языках.

## История
Группа была основана в 2007 г., когда берлинский певец Пауль Нагель познакомился на фестивале с лужицкой исполнительницей Утой Швейдзич. Название было придумано как отсылка к уличному музицированию, которым в молодости занимался Нагель. В 2008 г. прошли первые концерты. В 2011 г. вышел альбом Wokoło róžka — Um die Ecke. В 2014 году выпущен второй альбом Wočiń durje! и мини Čorna Dróha.
В 2015 году выпущен музыкальный фильм «Weißkohlraumschiff» под руководством режиссёра Роберта Экштейна.
Для песен дуэта характерны сатирические нападки на власть («Herr Krug», «Der Henker») и искусство («Kabarett»). Музыкальное сопровождение состоит из скрипки и фортепиано.

## Дискография
Альбомы
- Wokoło róžka — Um die Ecke (Vetoria), 2011
- Wočiń durje! (Vetoria), 2014
- Čorna Dróha (Vetoria), 2014
- Ćeknjenaj (Vetoria), 2016

Синглы
- Berlinska Dróha, 2012

Разное
- 2+2=3 — Atze Wellblech & Berlinska Dróha (Vetoria), 2012

## Награды
- Премия Домовины[1] (2018).